# Chili aux Jeux olympiques d'été de 2004
L'équipe de chilienne olympique participe aux Jeux olympiques d'été de 2004 à Athènes. Elle y remporte trois médailles : deux en or et une en bronze, se situant à la trente-neuvième place des nations au tableau des médailles. La nageuse Kristel Köbrich est la porte-drapeau d'une délégation chilienne comptant 22 sportifs (16 hommes et 6 femmes).